# Horodyszcze (gmina w województwie lubelskim)
Horodyszcze (od 1928 Wisznice) – dawna gmina wiejska istniejąca w latach 1867–1928 na Lubelszczyźnie. Siedzibą gminy było Horodyszcze.
Gmina Horodyszcze powstała w 1867 roku w Królestwie Kongresowym a po jego podziale na powiaty i gminy z początkiem 1867 roku weszła w skład w powiatu włodawskiego w guberni lubelskiej (w latach 1912–1915 jako część guberni chełmskiej). 13 stycznia 1870 do gminy przyłączono pozbawione praw miejskich Wisznice i Horodyszcze.
W 1919 roku gmina weszła w skład woj. lubelskiego. 24 lipca 1928 roku siedzibę gminy przeniesiono z Horodyszcza do Wisznic a gminę przemianowano na Wisznice.